# 拉斯保莱斯
拉斯保莱斯，是西班牙阿拉贡自治区韦斯卡省的一个市镇。总面积82平方公里，总人口277人（2001年），人口密度3人/平方公里。